# فرانسيس نويز هارت
فرانسيس نويز هارت (بالإنجليزية: Frances Noyes Hart)‏ هي كاتبة جريمة أمريكية، ولدت في 10 أغسطس 1890 في واشنطن العاصمة في الولايات المتحدة، وتوفيت في 25 أكتوبر 1943 في نيو كانان في الولايات المتحدة.

## وصلات خارجية
- فرانسيس نويز هارت على موقع IMDb (الإنجليزية)
- فرانسيس نويز هارت على موقع قاعدة بيانات برودواي على الإنترنت (الإنجليزية)
- فرانسيس نويز هارت على موقع قاعدة بيانات الفيلم (الإنجليزية)